# Eleição municipal de Juazeiro do Norte em 2024
A eleição municipal de 2024 em Juazeiro do Norte aconteceu em 6 de outubro de 2024, com o objetivo de eleger prefeito e vice-prefeito da cidade e membros da Câmara de Vereadores.
O prefeito titular era Glêdson Bezerra, do Podemos, que, por estar em primeiro mandato, se encontrava apto á concorrer a reeleição. Três candidatos concorreram à prefeitura de Juazeiro do Norte. Glêdson Bezerra, do Podemos foi reeleito, se tornando o primeiro prefeito a se reeleger na história da cidade.

## Contexto
A última eleição municipal em Juazeiro do Norte, realizada em 2020, foi vencida no segundo turno por Glêdson Bezerra, filiado ao Podemos, que obteve 50 715 votos, ou 38,18% dos válidos, ante os 48 079 votos, ou 36,20%, do então prefeito Arnon Bezerra, do Partido Trabalhista Brasileiro (PTB), e 25 114 votos, ou 18,91% do candidato Nelinho de Freitas, do Partido da Social Democracia Brasileira (PSDB). A eleição foi definida em primeiro turno, pois a cidade não tinha população suficiente para estar apta a realizar o segundo turno. 
Durante o início do ano de 2024 houve uma grande campanha realizada pelo Tribunal Regional Eleitoral do Ceará para que Juazeiro do Norte se tornasse a terceira cidade do Ceará a atingir 200 mil eleitores, e estar apta a realizar o segundo turno nessas eleições. Porém, encerrado o prazo para regularização e emissão de novos títulos, faltaram apenas 778 eleitores para completar os 200 mil necessários.
Para a eleição de 2024, o prefeito Glêdson quebrou o tabu e se tornou o primeiro prefeito de Juazeiro do Norte a conseguir se reeleger. Contra ele, a aliança de partidos governistas do governo do estado buscava consolidar candidatura que tenha força suficiente para vencer o atual prefeito, sendo este nome o deputado estadual Fernando Santana (PT), que também foi candidato á prefeito de Barbalha, cidade vizinha á Juazeiro do Norte, em 2016, saindo derrotado do pleito municipal.

## Candidaturas
| Pré-candidato(a) a prefeito(a) | Pré-candidato(a) a prefeito(a) | Cargos relevantes                                                                           | Partido Federação | Pré-candidato(a) a Vice-prefeito(a) | Pré-candidato(a) a Vice-prefeito(a) | Cargos relevantes                                                                                             | Partido Federação | Partidos que Apoiam                                                                                                   | Referências             |
| ------------------------------ | ------------------------------ | ------------------------------------------------------------------------------------------- | ----------------- | ----------------------------------- | ----------------------------------- | --- | ----------------- | --- | ----------------------- |
| 13                             | Fernando Santana               | Deputado Estadual (2019-atualidade)                                                         | PT FE Brasil      |                                     | Maricele Macedo                     | Primeira-dama de Juazeiro do Norte (2005-2008; 2013-2016)                                                     | MDB               | - FE BRASIL (PT, PCdoB e PV) - Republicanos - MDB - PRD - PRTB - Mobiliza - Agir - PSB - PSD - Avante - Solidariedade | [ 5 ] [ 6 ] [ 7 ] [ 8 ] |
| 20                             | Glêdson Bezerra                | Prefeito de Juazeiro do Norte (2021-atudalidade); Vereador de Juazeiro do Norte (2009-2020) | Podemos           |                                     | Tarso Magno                         | Secretário de Administração de Juazeiro do Norte (2021); Vereador de Juazeiro do Norte (2001-2004; 2009-2020) | PP                | - PP - PDT - PL - DC - Novo - União Brasil - Federação PSDB Cidadania                                                 | [ 9 ] [ 10 ]            |
| 80                             | Sued Carvalho                  | Professora                                                                                  | UP                |                                     | Levi Rabelo                         | Estudante de Jornalismo                                                                                       | UP                | Nenhum | [ 11 ] [ 12 ]           |

#### Desistências
- Davi de Raimundão (MDB): Deputado Estadual, vice-presidente do MDB Ceará e filho do ex-prefeito de Juazeiro do Norte, Raimundo Macêdo "Raimundão", Davi Macêdo se lançou pré-candidato á prefeitura em 25 de Janeiro, com aval do deputado federal e presidente da sigla, Eunício Oliveira.[13] Porém, recuou da pré-campanha e retirou-a em 27 de Junho para apoiar o petista Fernando Santana, justificando a decisão pelas redes sociais como “um projeto que visa o desenvolvimento e novos caminhos para Juazeiro”.[14]
- Giovanni Sampaio (PSB): Vice-prefeito de Juazeiro do Norte pela segunda vez (em 2016 fora eleito com Arnon Bezerra e em 2020 com Glêdson Bezerra, derrotando Arnon em sua tentativa de reeleição), Giovanni Sampaio anunciou sua pré-candidatura em meio a desentendimentos político-partidários com Glêdson decorrentes da eleição de 2022, rompendo aliança em seguida.[15][16] Desfiliou-se do Partido Social Democrático (PSD) para ir ao Partido Socialista Brasileiro (PSB), que se tornara base aliada do governo estadual. Com as movimentações políticas locais, descartou sua pré-candidatura para apoiar Fernando Santana.[17]
- Germano Lima (PSOL): A Federação PSOL REDE decidiu retirar a candidatura de Germano para apoiar o petista Fernando Santana, apesar de Germano Lima insistir em ser candidato.[18]